# 액셀 (록맨 X)
엑셀(AXL, アクセル)은 록맨 X에서 나오는 등장인물의 일종이다.

## 프로필
CV:타카야마 미나미
X7부터 등장. 본래 비정규 이레귤러 헌터 집단인 레드 얼럿 소속이었다. 제작자 불명의 신세대 레프리로이드의 프로토 타입형. 신세대 레프리로이드의 프로토 타입이니 만큼 만큼 동작성이나 기술이 뛰어나다. 데이터 카피 능력이 있다. 주무기는 엑셀 불렛. 레드 얼럿 사건이 해결되고 나서는 자신의 출생의 비밀을 찾기 위해 인공섬 기간티스에 잠입한다. 사고 연령은 인간 나이로 13세 정도이다. 그는 소년 레프리로이드라는 사실.